# Arvin Slagter
Arvin Slagter (* 19. září 1985 Amsterdam) je bývalý nizozemský basketbalista. Jeho otec je Nizozemec a matka pochází ze Surinamu. 
Začínal v roce 2003 v klubu Rotterdam City Basketball. Šestkrát vyhrál Nizozemskou basketbalovou ligu: v letech 2011 a 2013 se Zorg en Zekerheid Leiden, v letech 2014, 2017 a 2018 s Donarem Groningen a v roce 2015 s Heroes Den Bosch. V sezóně 2013/14 byl vyhlášen nejužitečnějším hráčem soutěže. Čtyřikrát byl zařazen do nejlepší sestavy ligy (2007, 2010, 2013 a 2014). S 1 614 asistencemi je historickým rekordmanem nizozemské ligy.
Za nizozemskou reprezentaci hrál od roku 2006. Nastoupil do 132 mezistátních utkání a nastřílel v nich 973 bodů. Reprezentoval Nizozemsko na mistrovství Evropy v basketbalu mužů 2015, kde jeho tým obsadil 21. místo.
Největších úspěchů dosáhl v basketbalu 3×3. S nizozemským týmem získal bronzové medaile z Evropského poháru v letech 2016 a 2022 a hrál na Letních olympijských hrách 2020, kde obsadil páté místo. Na pařížské olympiádě v roce 2024 získalo nizozemské mužstvo ve složení Arvin Slagter, Jan Driessen, Dimeo van der Horst a Worthy de Jong zlaté medaile po finálovém vítězství nad domácím týmem 18:17 v prodloužení.
Je vysoký 1,91 m, hrál na pozici křídla a byl specialistou na střelbu z  tříbodové vzdálenosti. V březnu roku 2025 oznámil ukončení kariéry.